# Nibblingstång

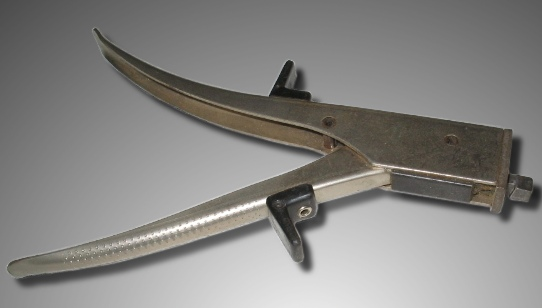
Manuell nibbler, stansningsvariant

Nibblingstång är en tång som används för att kapa i plåt och plast med minimal formförändring.

## Varianter
Det finns två olika varianter på nibblingstång, kulotång som används för håltagning i kulodosor och nibbler som används främst för kapning i plåt.

### Kulotång

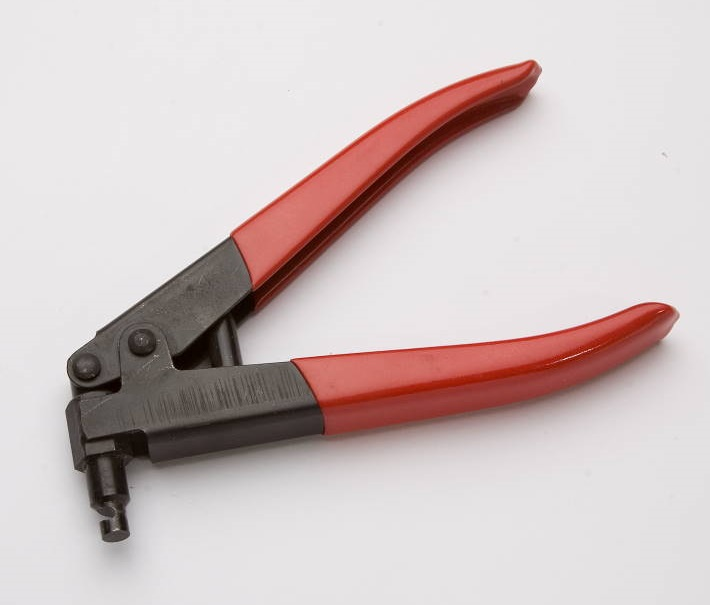
Kulotång, även kallad ursparingstång

Kulotång eller ursparingstång är en nibblingstång som används för att klippa ur kabelingångar i elcentraler, kulodosor, kabelkanaler, kopplingsdosor, strömbrytare, vägguttag och andra utanpåliggande produkter gjorda av plast.
Genom att placera exempelvis väggen av en kopplingsdosa i käftarna på kulotången och sedan pressa samman handtagen så klipps materialet ut ur dosan och skapar en halvmåne där sedan kabeln kan dras in. Det finns olika storlekar på dessa verktyg, några vanliga storlekar är 7 mm och 10,5 mm.